# Ryamizard Ryacudu
Ryamizard Ryacudu, né le 21 avril 1950 à Palembang, est un homme politique indonésien. Il est ministre de la Défense de l'Indonésie de 2014 à 2019.
Réputé ultranationaliste, il avait traité en héros les soldats de la Kopassus responsables en 2001 de l’assassinat du militant indépendantiste Theys Eluay, dirigeant du présidium du Conseil de Papouasie.
En 2015, il qualifie les actions du mouvement pour la défense des droits des LGBT en Indonésie de « guerre par procuration » menée par l'Occident pour laver le cerveau des Indonésiens,.